# Jacob De Roore
Jacob de Roore (Brugge, 1531 - Brugge, 1569) ook genaamd de Keersmaker, was een hervormingsgezinde Bruggeling, die om zijne geloofsovertuiging levend werd verbrand te Brugge op 10 juni 1569.

## Levensloop
De Roore behoorde tot de hervormingsgezinden in Brugge. Algemeen bleven deze geloofsgenoten eerder discreet. Maar De Roore beleed openbaar het nieuwe geloof en werd gearresteerd. Vanuit de gevangenis schreef hij een aantal brieven die, nadat hij was ter dood veroordeeld en op de brandstapel terechtkwam, in een boekje werden gedrukt.

## Publicatie
- In dit teghenwoordighe Boecxken zijn veel schone ende lieflycke brieven van eenen genaemt Jacob de Keersmaker, die hij ut zijnder gevanckenisse gesonden heeft, de welcke tot Brugge levendich is verbrant Int Jaer 1569, den 10 Junij. Noch is hier achter by gheset een disputatie tusschen Jacob K. ende B. Cornelis, Haarlem 1584.